# Camille Pissarro
Jacob Abraham Camille Pissarro (/ʒaˈkɔb abraˈam kamˈij(ə) pisaˈʁo/; Charlotte Amalie, 10 luglio 1830 – Parigi, 13 novembre 1903) è stato un pittore francese, tra i maggiori esponenti dell'Impressionismo.

## Biografia

### Giovinezza

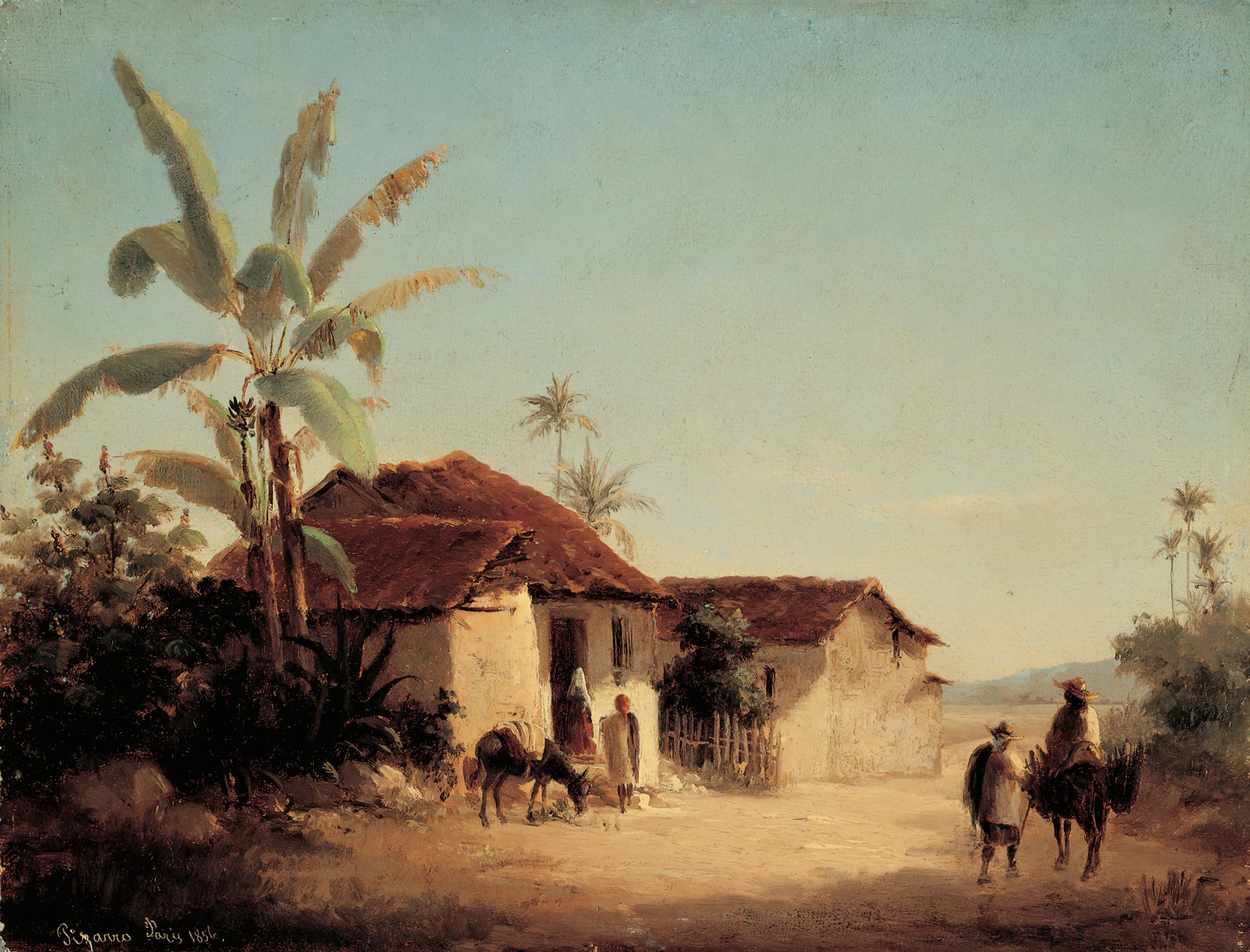
Camille Pissarro, Paysage tropical avec masureset palmiers (1856); olio su cartone, 24.8×32.7 cm, Galería de Arte Nacional, Caracas

Jacob Abraham Camille Pissarro nacque il 10 luglio 1830 a St. Thomas, nelle isole Antille, all'epoca note come Indie Occidentali: il padre, Frederick Pissarro, era francese con origini ebreo-portoghesi mentre la madre, Rachel Manzano Pomier Petit, era una ebrea creola nativa dell'isola e con radici in Provenza Papà Frederick era giunto sull'isola alla ricerca di fortuna per succedere negli affari di uno zio defunto, il quale quand'era in vita era titolare di una piccola bottega.
A dodici anni Pissarro, assecondando le volontà del padre, andò a studiare in Francia, nella scuola di un sobborgo parigino, Passy. Fu proprio grazie ai continui stimoli degli insegnanti di quest'istituto che Pissarro maturò una sincera passione per il disegno e la pittura, che ebbe modo di mettere a frutto quando diciassettenne fece ritorno alle Antille. La sua passione per le Belle Arti, tuttavia, fu fortemente ostacolata dal padre, che desiderava piuttosto che si avviasse alla carriera di merciaio, ritenendola meno azzardata sotto il profilo economico. Nonostante queste rilevanti difficoltà Pissarro non abbandonò mai le sue ambizioni pittoriche, che coltivava allorquando ne aveva l'opportunità.
Un'amicizia, tuttavia, era destinata a cambiare per sempre il destino del giovane Camille: quella con Fritz Melbye, pittore danese dal quale fu persuaso a dedicarsi pienamente all'arte. Ormai animato da un'intensa irrequietudine creativa Pissarro decise di abbandonare le Antille e di fuggire in Venezuela, dove eseguì i suoi primi dipinti per pagarsi il viaggio per l'Europa. Fu solo in quel momento, quando Pissarro si divideva tra Caracas e La Guaira, che Frederick Pissarro decise di assecondare i desideri del figlio.

### In Francia

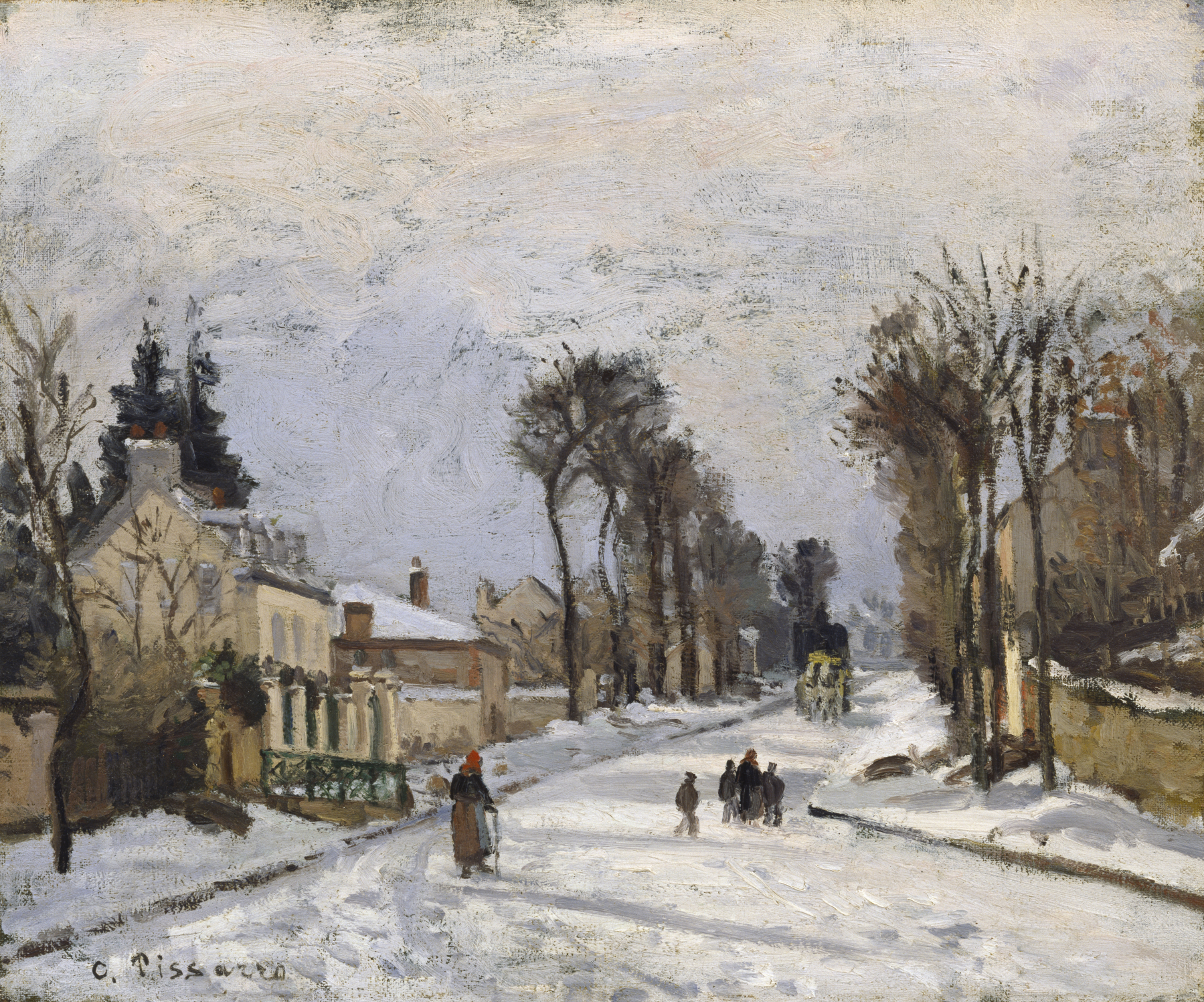
Camille Pissarro, Strada verso Versailles, Louveciennes (1869); olio su tela, 38.4×46.3 cm, Walters Art Museum, Baltimora, Stati Uniti

Pissarro giunse a Parigi nel 1855, in un momento in cui la città serbava un grandissimo fervore artistico, ben espresso nell'Esposizione Universale tenutasi proprio in quell'anno e nelle novità pittoriche introdotte da Gustave Courbet. Dopo un iniziale apprendistato presso Anton Melbye, pittore e fotografo e fratello di Fritz, Pissarro frequentò assiduamente le lezioni dell'École des Beaux-Arts e dell'Académie Suisse. Ben presto, tuttavia, l'aspirante pittore arrivò a ritenere la mera disciplina accademica sterile ed avvilente e perciò si accostò alla pittura di Courbet, Charles-François Daubigny, Jean-François Millet e Corot, della cui influenza si parlerà nel paragrafo Fonti di ispirazione.
A Parigi Pissarro ebbe modo di conoscere approfonditamente Claude Monet, Armand Guillaumin e Paul Cézanne, altri artisti che come lui nutrivano una spiccata insofferenza per i convenzionalismi accademici e per la dittatura artistica dei Salons: con quest'ultimo termine ci si riferiva ad un'esposizione periodica dove le opere candidate dovevano sopravvivere al vaglio di una giuria, la quale ovviamente accettava quelle ligie alla tradizione e respingeva quelle più originali. Grazie a queste solide e belle amicizie Pissarro aveva l'opportunità di condividere le proprie esperienze artistiche con qualcuno, sapendo al contempo di non essere solo nella sua «battaglia» pittorica. Lo stesso Pissarro, felice della fraterna amicizia che lo legava con Cézanne, avrebbe esplicitamente confessato: «A Pontoise Cézanne ha subito la mia influenza e io la sua. Per Bacco, stavamo sempre insieme».

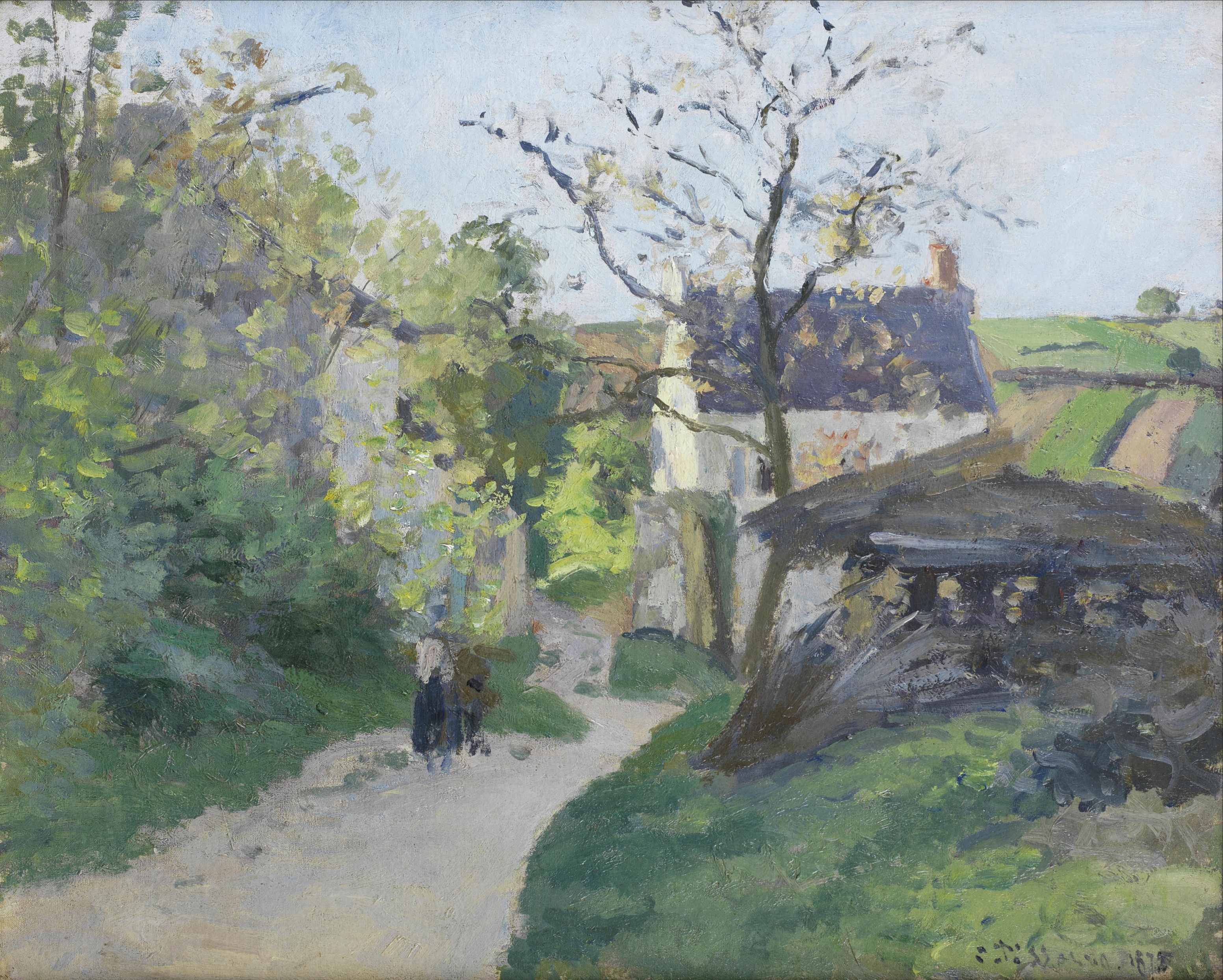
Camille Pissarro, Le grand noyer à l'Hermitage (1875); olio su tela, collezione privata

Dopo lo scoppio della guerra franco-prussiana Pissarro si rifugiò a Norwood, un villaggio alla periferia di Londra: fu nella capitale britannica che incontrò Paul Durand-Ruel, mercante d'arte che con mirabile lungimiranza scoprì l'autentico valore degli Impressionisti in un periodo in cui erano ignorati, se non violentemente disprezzati. Meno felice, tuttavia, fu il ritorno a Parigi nel 1871: una volta sopraggiunto nell'atelier, infatti, scoprì che molti dei 1.500 dipinti che aveva realizzato in più di venti anni erano stati saccheggiati o distrutti dalle milizie prussiane. A consolarlo, per fortuna, vi fu il matrimonio con Julie Vellay, figlia di un noto viticoltore con la quale avrebbe generato ben sette bambini.
Nonostante l'oltraggioso affronto ricevuto dalle truppe prussiane, Pissarro continuò a lavorare alacremente e a giungere a mutamenti stilistici e tematici anche radicali, dei quali si parlerà sempre nel paragrafo Stile. Per il suo carattere aperto e conciliante e per gli incoraggiamenti che sapeva infondere nei giovani artisti (fu lui, infatti, a scoprire il genio di Van Gogh), venne visto da tutti gli impressionisti come l'anima che seppe mantenere unito il gruppo per tanti anni. La sua produttività diminuì drasticamente solo dopo un atroce abbassamento alla vista, accompagnato da un'intensa fotosensibilità: ciò malgrado continuò a dipingere, guardando dai vetri delle finestre degli alberghi nei quali alloggiava. Un contemporaneo lo descriveva così: «Lo si poteva vedere da mattina a sera, un vegliardo dalla lunga barba bianca, davanti alla finestra [...] e al cavalletto, la tavolozza in mano, un berretto in testa, lo sguardo acuto e sereno». Morì infine a Parigi il 13 novembre del 1903.

## Stile

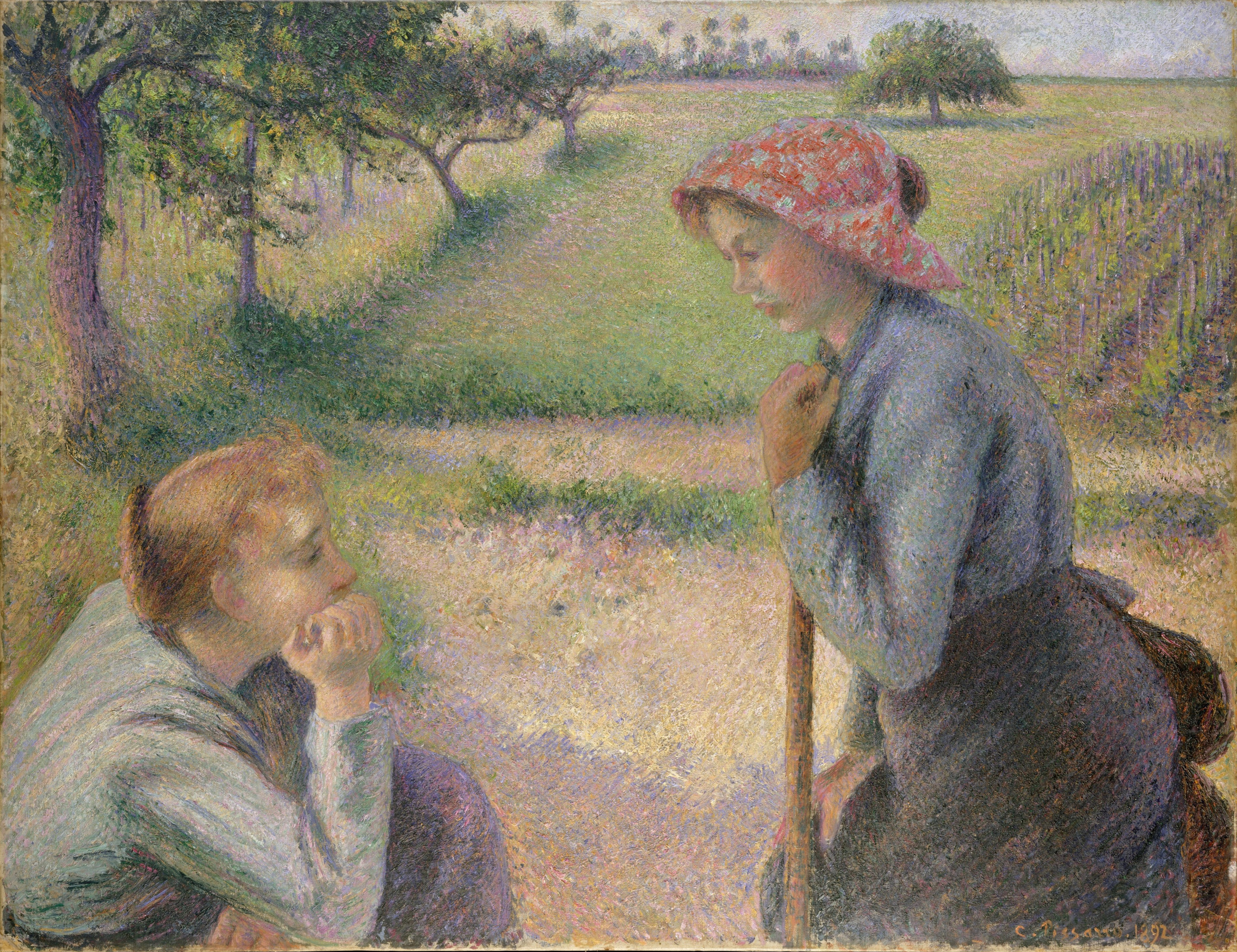
Camille Pissarro, Due giovani contadine (1891-1892); olio su tela, Metropolitan Museum of Art, New York

### Fonti di ispirazione
I dipinti di Pissarro ricevettero lezioni fondamentali da Jean-Baptiste-Camille Corot e dei vari pittori di Barbizon, i quali avevano cercato di liberare il paesaggismo dalle pastoie della pittura classica, impegnandosi al contempo di trascrivere direttamente il paesaggio sulla tela con una grande attenzione agli stimoli cromatici e luminosi. Altra preziosissima fonte di ispirazione fu il repertorio pittorico di Gustave Courbet, dal quale Pissarro attinse le composizioni saldamente costruite e i vigorosi contrasti.
Al di là di Constable e Turner, che Pissarro ebbe modo di apprezzare durante il soggiorno londinese, molto incisiva fu l'influenza esercitata dalle antichissime stampe giapponesi, giunte in Europa a seguito di un'apertura del Giappone all'occidente, nelle quali viene delineata un'atmosfera fluttuante, fiabesca, grazie all'utilizzo di colori smaglianti e di composizioni ardite. Pissarro ne rimase profondamente affascinato, al punto da rivolgere al figlio Lucien le seguenti parole:
(Camille Pissarro)

### Pissarro e l'impressionismo

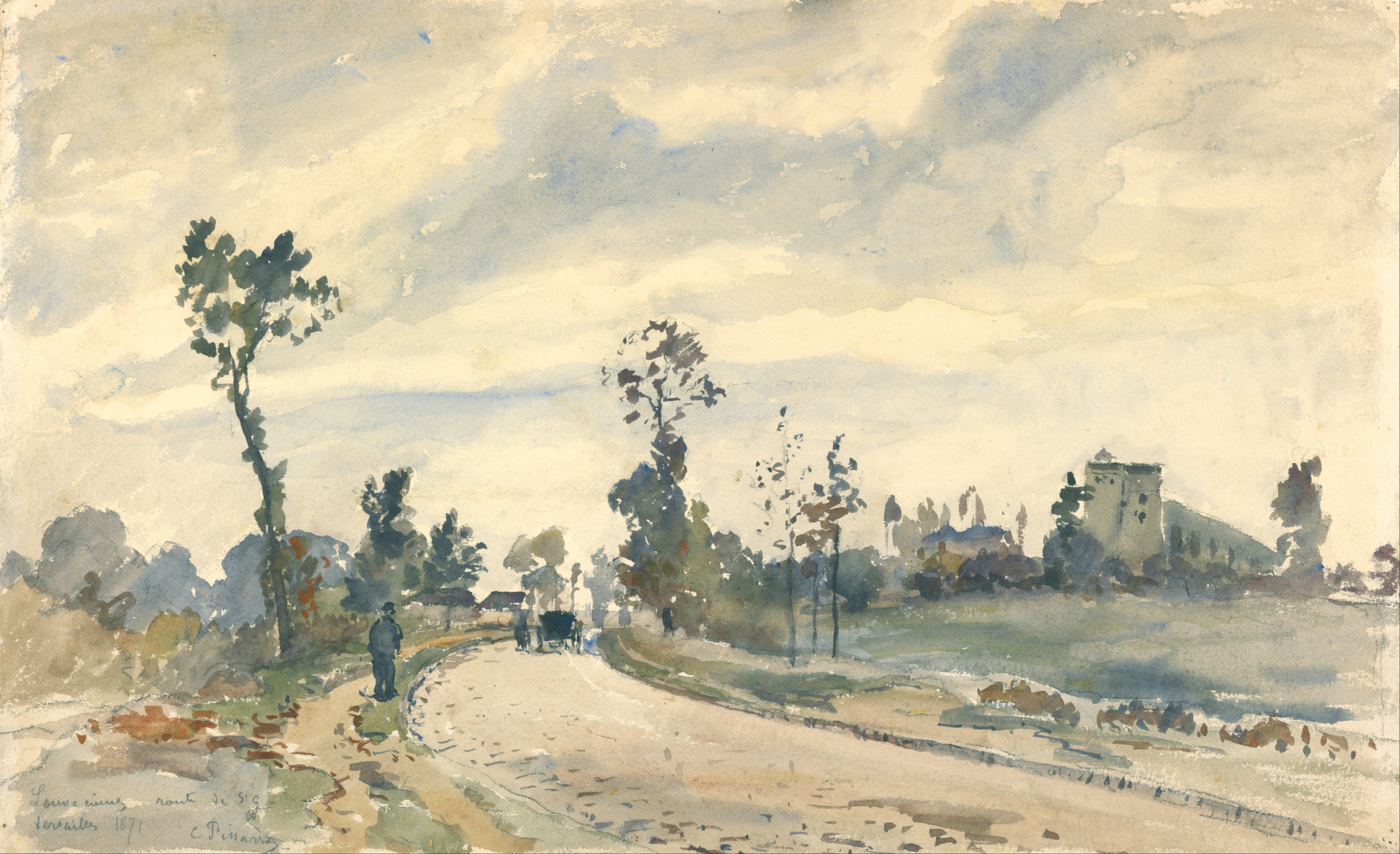
Camille Pissarro, Louveciennes, Route de Saint-Germain (1871); acquerello, Getty Center

Considerando la sua partecipazione a tutte le 8 esposizioni del gruppo è inevitabile dare per scontato che Camille Pissarro risponda alla generica definizione di «pittore impressionista». Egli, in realtà, si pose in maniera ambivalente davanti alle ambizioni del gruppo: se da un lato decantava la mobilità della luce e degli effetti cromatici e le potenzialità del principio compositivo en plein air, impiegando al contempo macchie di colori piccole e irregolari, dall'altra dava vita a composizioni che, seppur in assenza di linee di contorno, sono solide e ben congeniate, inondate di una luce che «modella ed evidenzia le forme con dolcezza e vivacità, pur non arrivando mai a dissolverle» come, nella maturità pittorica, avevano fatto alcuni suoi colleghi come Monet o Renoir. «Bisogna eseguire molto per rendersi la cosa familiare»: era questa la massima che Pissarro spesso rivolgeva agli amici, palesando un evidente scetticismo verso la poetica dell'attimo e della fuggevolezza promossa da altri pittori impressionisti, come Monet. Se inoltre gli Impressionisti canonici erano completamente assoggettati alla paesaggistica, Pissarro era interessato anche alle fisionomie umane, rese tuttavia staticamente, senza l'elettrizzante dinamismo che animava le figure di Degas.
Nonostante queste divergenze Pissarro esercitò una forte e duratura influenza sugli Impressionisti. Rewald non esita a definirlo «un decano della stagione impressionista», non solo per la sua età (era il più anziano del gruppo), ma anche per la «virtù della sua saggezza e il suo carattere equilibrato, generoso, cordiale». Per Renoir era «rivoluzionario», mentre Cézanne ammise senza pudori di sorta che «per me [Pissarro] è stato un padre. Era un uomo da consultare, qualcosa di simile al buon Dio», al punto da presentarsi come «Paul Cézanne, allievo di Pissarro», artista che ritenne sempre «il primo impressionista». «Père Pissarro» [padre Pissarro] era un soprannome che gli veniva attribuito da tutti coloro con i quali il pittore aveva intessuto un'amicizia nutrita da vicendevole stima e affetto, proprio come in un rapporto padre-figlio.
Armand Silvestre arrivò persino a definirlo «l'inventore della pittura impressionista», ruolo che tuttavia è più prudente assegnare a Monet: l'adesione all'Impressionismo di Pissarro, infatti, era più ideale che sostanziale, proprio per i motivi elencati nel precedente paragrafo. Ciò, tuttavia, non deve sminuire l'impegno impressionista di Pissarro, artista che frequentava con entusiasmo il Caffè Guerbois - abituale ritrovo dei suoi colleghi - e che fu, addirittura, l'unico a partecipare a tutte le Esposizioni, che si succedettero fino al 1886.

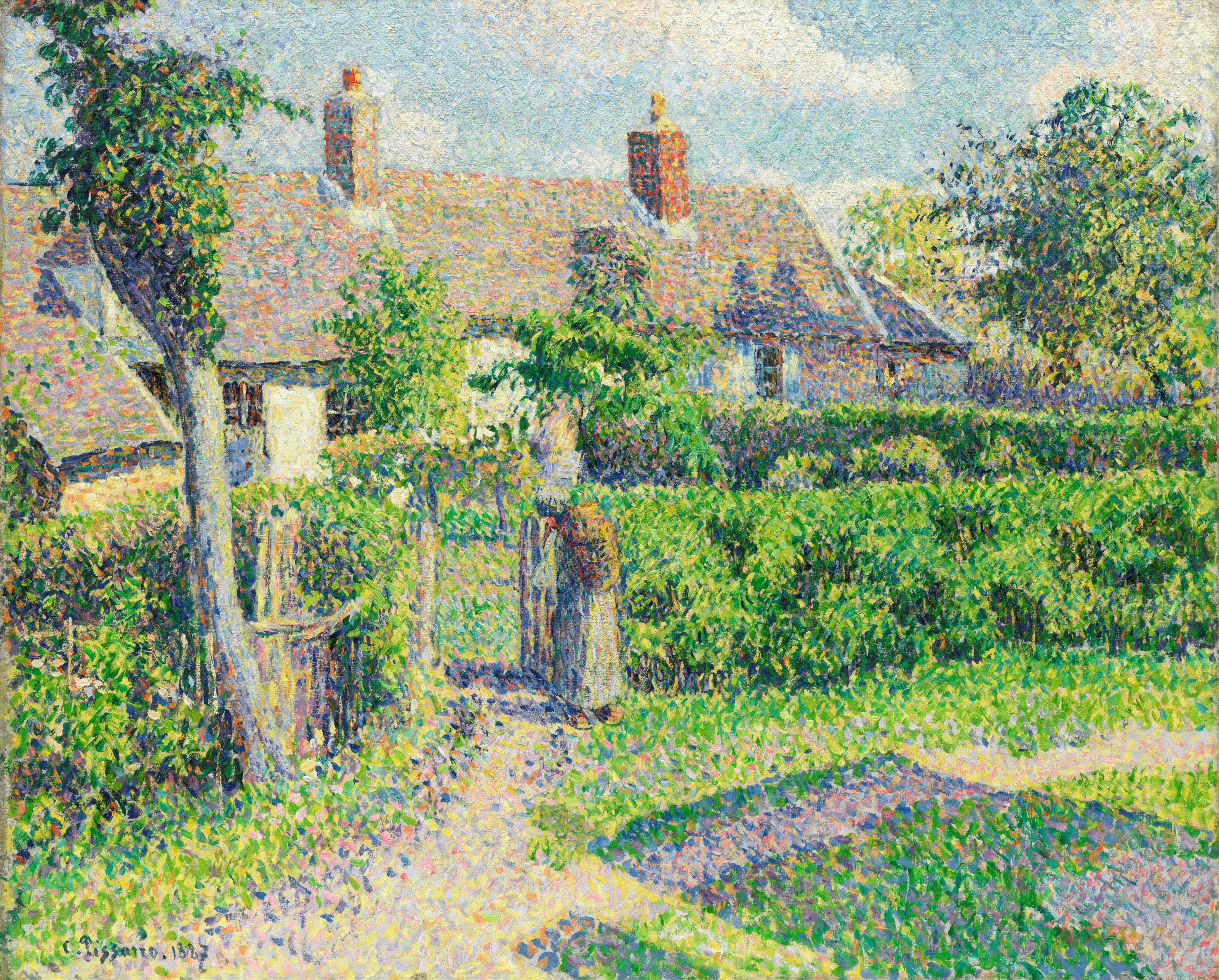
Camille Pissarro, Abitazioni contadine, Eragny (1887); dipinto, Art Gallery of New South Wales, Sydney

### Pissarro e il Neoimpressionismo

#### Seurat
Nemmeno Pissarro, tuttavia, uscì indenne da quella che è stata definita la «crisi dell'Impressionismo», avvenuta quando il movimento aveva ormai perso ogni spinta propulsiva, con i vari artisti che iniziarono a seguire esclusivamente la loro sensibilità. Così fece Pissarro, il quale aderì per qualche momento agli indirizzi artistico-scientifici del Divisionismo, gettandosi a capofitto in una nuova avventura stilistica nonostante l'età ormai avanzata. L'alfiere di questo movimento era Georges Seurat, artista che dopo essersi interessato alle ricerche di cromatica del chimico Michel-Eugène Chevreul sviluppò una tecnica detta del pointillisme, consistente nell'accostamento di colori puri sotto forma di minuscoli puntini depositati sulla superficie pittorica con la punta del pennello. Apprezzando molto le teorie di Seurat Pissarro ne emulò la maniera per qualche anno, dando vita a quadri come Donne in un campo, Isola Lacroix, Rouen effetto di nebbia.
Quella divisionista, tuttavia, era una tecnica che oltre a necessitare di un certo rigore tecnico, imponeva un approccio sostanzialmente teorico e gestazioni lunghissime, certamente difformi dall'indole energica di Pissarro e dalla sua volontà di instaurare un contatto vitale con la Natura. Di seguito si riporta la lettera che Pissarro indirizzò a un amico, spiegandogli il perché delle sue scelte stilistiche:

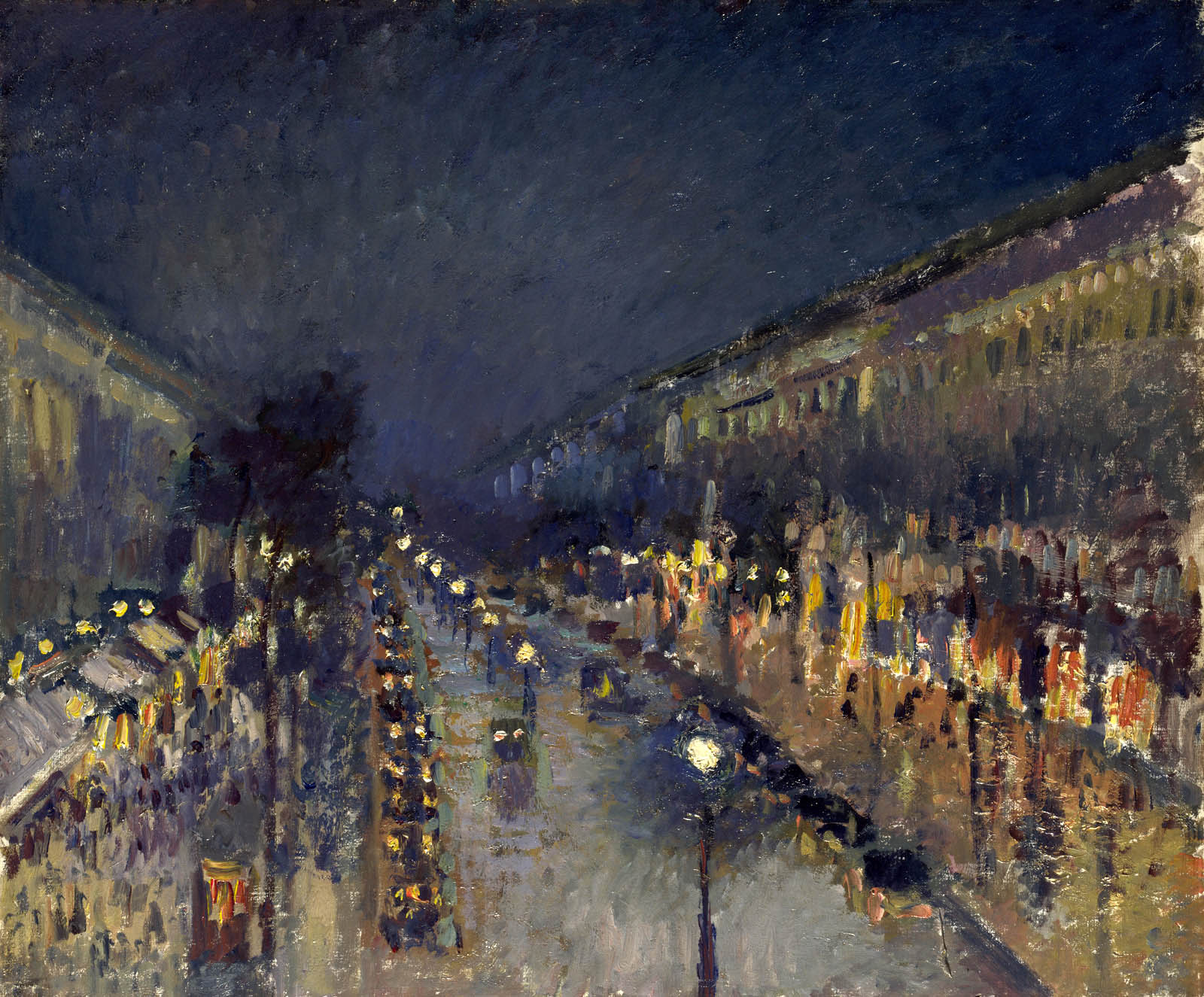
Camille Pissarro, Boulevard Montmartre, effet de nuit (1898); olio su tela, 55×65 cm, National Gallery, Londra

(Camille Pissarro)

#### Tematiche
Esasperato, il pittore avrebbe coraggiosamente ripreso la sua antica maniera nel 1890, ma stavolta con un rinnovato vigore e con un'esperienza ora decisamente consolidata. A questa rivoluzione del linguaggio pittorico corrisponde un profondo rinnovamento dei contenuti: se prima dell'approdo neoimpressionista Pissarro era interessato soprattutto a una registrazione degli aspetti cangianti del suolo e della natura, raffigurati con le armonie dei bruni e dei rossi, ora la sua attenzione era rivolta agli spazi urbani di Parigi, spesso raffigurati da audaci prospettive collocate in alto. Ne ha scritto Andrea Bonavoglia:
Ha più di sessant’anni quando dipinge queste splendide tele, ha un problema agli occhi e guarda il mondo dalle camere d’albergo, ma la cultura, l’esperienza e la tecnica si sposano al meglio con la ricerca del vero.
Il repertorio pittorico di Pissarro dunque si arricchisce di prospettive dinamiche di boulevard, piazze, fiumi e ponti, nel tentativo di sublimare in arte l'animata e vibrante vita urbana della ville lumière.

## Opere principali
- Boulevard Montmartre di notte
- Gelata bianca
- Tetti rossi
- Cresta dei buoi presso l’Eremo